# 本橋浩一
本橋浩一（日语：／ Motohashi Kōichi，1930年4月12日—2010年10月26日），日本男性實業家、動畫製作人。出生於北海道室蘭市，成長於小樽市。日本動畫代表董事社長。

## 來歷
1952年，本橋浩一畢業於中央大學法學院。
1953年，他進入學陽書房編輯部工作。同年，擔任本橋電機社社長。
1960年，擔任聯合廣告社代表。
1967年，經小谷正一介紹，成為日本萬國博覧會電力館的製作人。
1972年，同樣經小谷正一推薦，擔任瑞鷹映像社長。
1975年，他創立日本動畫，並擔任代表董事社長。
他曾參與製作世界名作劇場，其公司以《法蘭德斯之犬》、《尋母三千里》、《浣熊拉斯卡爾》、《清秀佳人》等作品以及《未來少年柯南》、《櫻桃小丸子》、《可吉可吉》、《HUNTER×HUNTER (1999年版)》等電視動畫而聞名。
2010年10月26日，他因骨髓增生異常綜合症在東京的家中去世，享壽80歲。

## 相關項目
- 日本動畫師列表（日语：アニメ関係者一覧）

| 商界職務        | 商界職務                                  | 商界職務        |
| --------------- | ----------------------------------------- | --------------- |
| 前任： （設立） | 日本動畫 代表董事社長 初代：1975年—2010年 | 繼任： 石川和子 |